# Чайрес, Эдгар
Эдгар Чайрес (англ. Edgar Chairez; род. 27 января 1996, Мехикали, Нижняя Калифорния, Мексика) — мексиканский боец смешанных единоборств, выступающий в наилегчайшем весе UFC.

## Титулы и достижения

### Ultimate Fighting Championship
- - «Выступление вечера» (один раз) против Си Джей Вергара

## Статистика в смешанных единоборствах
| Боёв 19         | Побед 12 | Поражений 6 |
| --------------- | -------- | ----------- |
| Нокаутом        | 4        | 2           |
| Сдачей          | 0        | 0           |
| Решением        | 8        | 4           |
| Не состоявшихся | 1        | 1           |

| Результат | Рекорд   | Соперник               | Способ                                  | Турнир                                      | Дата             | Раунд | Время | Место                   | Примечание |
| --------- | -------- | ---------------------- | --------------------------------------- | ------------------------------------------- | ---------------- | ----- | ----- | ----------------------- | --- |
| Победа    | 12-6 (1) | Си Джей Вергара        | Сдача (удушение сзади)                  | UFC on ESPN: Морено vs. Эрцег               | 29 марта 2025    | 1     | 2:30  | Мехико, Мексика         | «Выступление вечера» (1) |
| Поражение | 11-6 (1) | Джошуа Ван             | Единогласное решение                    | UFC 306                                     | 14 сентября 2024 | 3     | 5:00  | Лас-Вегас, Невада, США  | |
| Победа    | 11-5 (1) | Даниэль Ласерда        | Сдача (удушающий прием треугольником)   | UFC Fight Night: Морено vs. Ройвал 2        | 24 февраля 2024  | 1     | 2:17  | Мехико, Мексика         | Бой в промежуточном весе (131 фунтов). |
| Ничья     | 10-5 (1) | Даниэль Ласерда        | NC                                      | UFC Fight Night: Грассо vs. Шевченко 2      | 16 сентября 2023 | 1     | 3:47  | Лас-Вегас, Невада, США  | Первоначально победа была одержана техническим приемом (удушение анаконды) в пользу Чайреса; аннулировано после пересмотра из-за ошибки судьи. |
| Поражение | 10-5     | Тацуро Таира           | Единогласное решение                    | UFC 290                                     | 8 июля 2023      | 3     | 5:00  | Лас-Вегас, Невада, США  | Бой в промежуточном весе (130 фунтов). |
| Победа    | 10-4     | Джанни Ди Кьяра Васкес | Сдача (рычаг локтя)                     | Fury FC 76                                  | 24 марта 2023    | 4     | 2:04  | Сан-Антонио, Техас, США | |
| Победа    | 9-4      | Роберто Герреро        | Сдача (удушение гильотиной)             | UWC México 40                               | 25 ноября 2022   | 1     | 1:03  | Тихуана, Мексика        | |
| Поражение | 8-4      | Клейтон Карпентер      | Единогласное решение                    | Dana White's Contender Series 49            | 9 августа 2022   | 3     | 5:00  | Лас-Вегас, Невада, США  | |
| Победа    | 8-3      | Иван Эрнандес Флорес   | TKO                                     | Naciones MMA 3                              | 21 января 2022   | 1     | 1:47  | Тихуана, Мексика        | |
| Победа    | 7-3      | Мефи Монтерросо        | TKO                                     | Combate Global: Chairez vs. Monterroso      | 9 апреля 2021    | 2     | 0:10  | Майами, Флорида, США    | |
| Поражение | 6-3      | Хесус Агилар           | Сдача (удушение гильотиной)             | UWC México 23                               | 4 сентября 2020  | 5     | 4:41  | Тихуана, Мексика        | За титул чемпиона UWC в наилегчайшем весе. |
| Победа    | 6-2      | Дэвид Масиас Руис      | Сдача (удушающий прием сзади)           | Combate Americas 55                         | 21 февраля 2020  | 2     | 3:58  | Мехикали, Мексика       | |
| Поражение | 5-2      | Альберто Трухильо      | Единогласное решение                    | Combate Americas: Garcia vs. Gonzalez       | 20 сентября 2019 | 3     | 5:00  | Мехикали, Мексика       | |
| Победа    | 5-1      | Алехандро Салазар      | Сдача (рычаг локтя)                     | Combate 30                                  | 8 февраля 2019   | 1     | 3:12  | Мехикали, Мексика       | |
| Поражение | 4-1      | Аксель Осуна           | Сдача (рычаг локтя треугольником)       | Combate Americas: La Batalla de Guadalajara | 26 октября 2016  | 2     | 3:57  | Гвадалахара, Мексика    | |
| Победа    | 4-0      | Алан Канту Гарсия      | TKO (вращающийся локоть и удары руками) | Combate Americas: México vs. El Mundo       | 18 мая 2018      | 1     | 2:58  | Тихуана, Мексика        | |
| Победа    | 3-0      | Эрик Вильялуз Орельяно | Сдача (рычаг локтя)                     | Combate Americas 15                         | 30 июня 2017     | 1     | 0:18  | Мехико, Мексика         | |
| Победа    | 2-0      | Оскар Кинтеро          | Сдача (удушающий прием треугольником)   | Combate Americas 12                         | 30 марта 2017    | 1     | 1:19  | Тихуана, Мексика        | |
| Победа    | 1–0      | Энрике Диарте          | КО (колено в прыжке)                    | WCF 8                                       | 3 декабря 2016   | 1     | 0:45  | Мехикали, Мексика       | |